# Национальный университет Лесото
Национальный университет Лесото (англ. National University of Lesotho, NUL) — главное высшее учебное заведение Лесото.
Представительскую должность канцлера как главы NUL занимает король Лесото Летсие III. Текущее руководство осуществляет вице-канцлер.

## История
Университет был учрежден католической церковью 8 апреля 1945 года как «Католический университетский колледж имени Пия XII». Первоначально он был ассоциирован с Университетом Южной Африки в ЮАР. 1 января 1964 года колледж был преобразован в «Университет Басутоленда, Бечуаналенда и Свазиленда», а после обретения независимости в 1966 году переименован в Университет Ботсваны, Лесото и Свазиленда.
20 октября 1975 года Национальным собранием было принято решение основать на базе кампуса в Лесото независимый национальный университет (на базе кампусов в Ботсване и Свазиленде в 1982 году были образованы Университет Ботсваны и Университет Свазиленда).

## Структура
Университет включает в себя семь факультетов и три института:
- Аграрный факультет
- Медицинский факультет
- Юридический факультет
- Факультет общественных наук
- Педагогический факультет
- Гуманитарный факультет
- Факультет естественных наук и инженерии
- Институт дистанционного образования
- Институт последипломного образования
- Институт исследований Южной Африки

Также с 1962 года при университете действует школа NULIS (National University of Lesotho International School).